# Condominio Visconti
Il condominio Visconti o ex Cremeria è un episodio emblematico di edificio residenziale multipiano di Pavia, realizzato nello stile razionalista tipico degli anni della Ricostruzione. Progettato tra il 1948 e il 1950 in risposta al piano di ricostruzione post-bellico che si andava delineando in Italia, il palazzo prospetta sul piazzale del ponte coperto sul lungo fiume, posto al limite del centro storico. Il complesso si trova sul Lungo Ticino Visconti.

## Storia

Il centro storico di Pavia visto dal cielo

### La costruzione
Verso la fine del XX secolo, in seguito al decreto lungotenenziale del 1º marzo 1945, recante Norme per i piani di ricostruzione degli abitati danneggiati dalla guerra, perfezionato successivamente dalla legge 27 ottobre 1951, n. 1402, noto come Piano di ricostruzione, venne avviato il condominio Visconti. La progettazione dell'edificio da parte degli Studi Tecnici Riuniti testimonia un'attenta pianificazione e una cura particolare alla funzionalità e all'estetica. La struttura multipiano offriva spazi residenziali moderni, necessari per ospitare la popolazione in seguito ai bombardamenti.

### Lungo Ticino Visconti
Il tratto in cui si trova il lotto, lega i due ponti, il Ponte Coperto e il Ponte della Libertà: due storie distanziate da secoli, ma che hanno in comune lo scorrere del fiume Ticino .Un tempo era la circonvallazione esterna della città.
Dopo la prima guerra mondiale, da Porta Cavour al Ponte Vecchio, si denominò viale Vittorio Veneto: nome legato alla formidabile battaglia (24 ottobre - 4 novembre 1918) nella quale perse l’esercito austro-ungarico che per le otto giornate 24-31 ottobre 1917, si era proclamato invincibile; e così cadde la monarchia degli Asburgo.
Nel 1950, dopo essere stato intitolato a un solo personaggio, Gian Galeazzo Visconti (1351-1402), divenne viale Lungo Ticino Visconti, in onore della potente famiglia milanese che si impadronì di Pavia dopo la resistenza del popolo pavese.

## Descrizione
La costruzione è composta da un volume interno con pianta a C. Essa si innalza sino al quinto livello terrazzato ed è affiancata da due corpi ad L, ciascuno di quattro piani, adiacenti al corpo interno, formando così un vuoto corrispondente all’ingresso. Su questo spazio si affacciano i balconi passerella, attestati sul prospetto orientato verso sud, dove si trova la sponda del fiume Ticino. Il piano terra è dotato di portici che presentano esercizi commerciali, che si affacciano sul piazzale Ponte Ticino. Il basamento della costruzione è rivestito in travertino chiaro, mentre la restante superficie presenta una finitura ad intonaco.
All'edificio si può accedere attraverso il vano scala con ascensore che sporge verso lo spazio interno e che distribuisce con ballatoi tre appartamenti per piano; i locali principali sono collocati lungo i prospetti esterni mentre la fascia interna è composta da ingressi, disimpegni, guardaroba, cucine e servizi.
Lo stesso prospetto che affaccia sul fiume Ticino presenta un rilievo in terracotta. Nella figura è rappresentato un uomo (il Ticino) che emerge dalle acque del fiume e offre beni a un personaggio femminile che rappresenta la città di Pavia. La giovane, infatti, regge il Duomo con la sua vecchia Torre Civica. Tra le acque del fiume è possibile intravedere anche un barcè, la tradizionale barca dal fondo piatto usata per navigare il Ticino. La presenza di questo rilievo in terracotta aggiunge un elemento di valore artistico e storico all'edificio .
La mostra “Pavia in luce”, organizzata da Foto Tecnica Trentani, presso lo Spazio per le Arti Contemporanee del Broletto, raccoglie più di 100 foto storiche di Pavia.
In una delle immagini esposte, raffigurante i lavori della ricostruzione del Ponte Coperto (1950), si vede in lontananza il palazzo in questione. Grazie alle puntuali ed esaustive didascalie curate dallo storico Pier Vittorio Chierico, scopriamo che si tratta dell’opera La Vita sul Ticinodi Emilio Testa (1896-1985).

## Galleria d'immagini

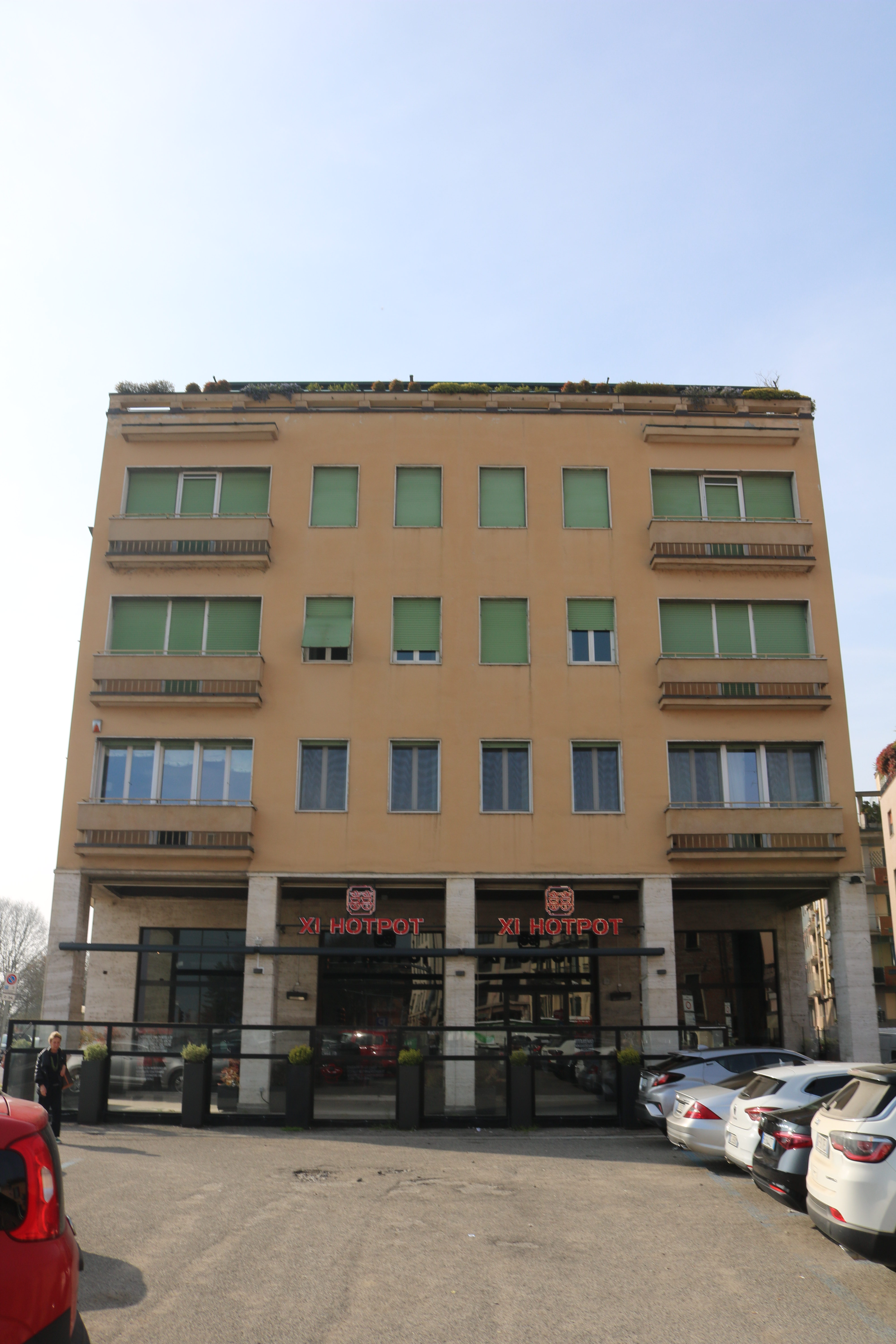
La facciata est sul piazzale Ponte Ticino (foto di Yuly Vanesa Jimenez)
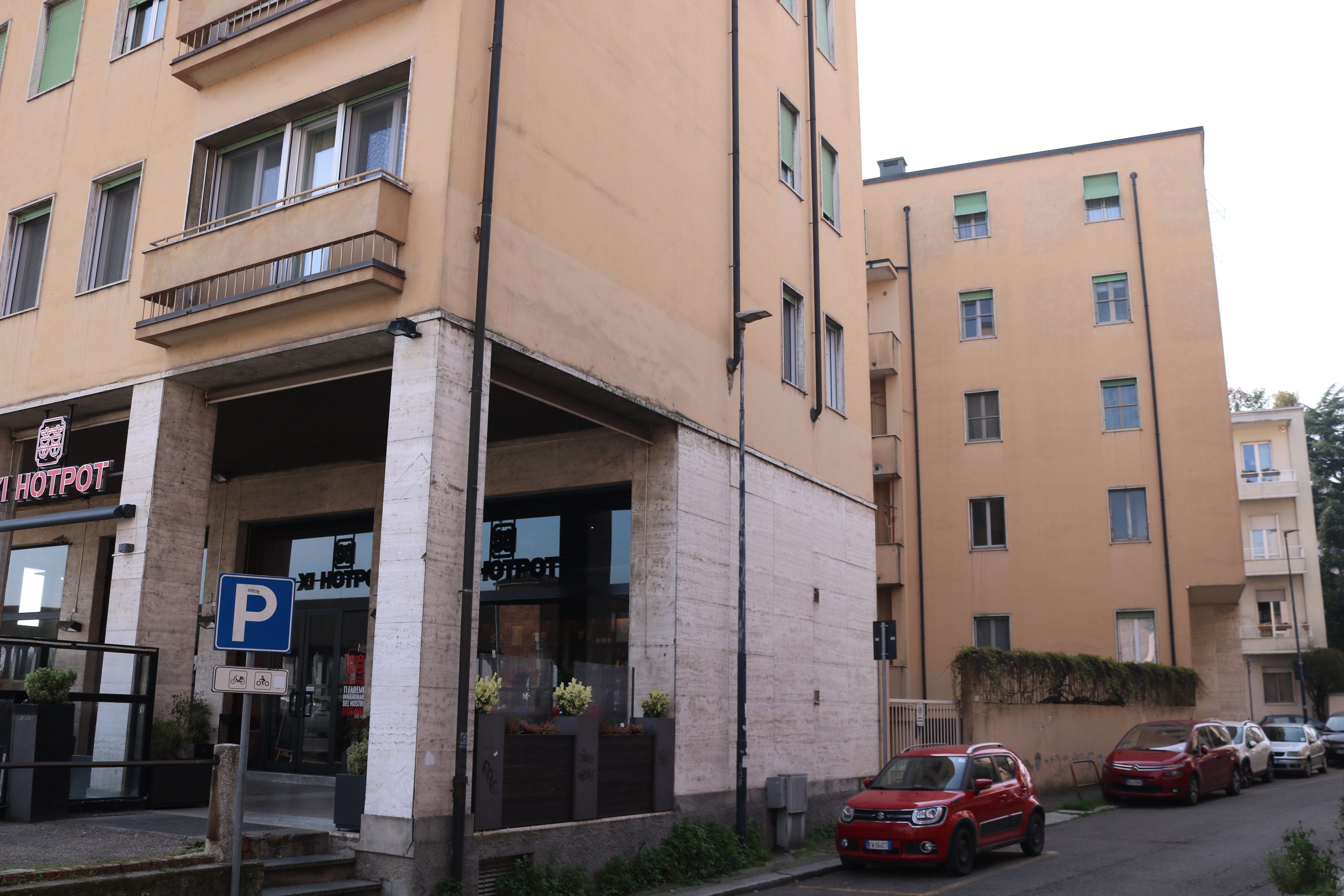
La facciata nord in via Antonio Cavagna Sangiuliani (foto di Yuly Vanesa Jimenez)
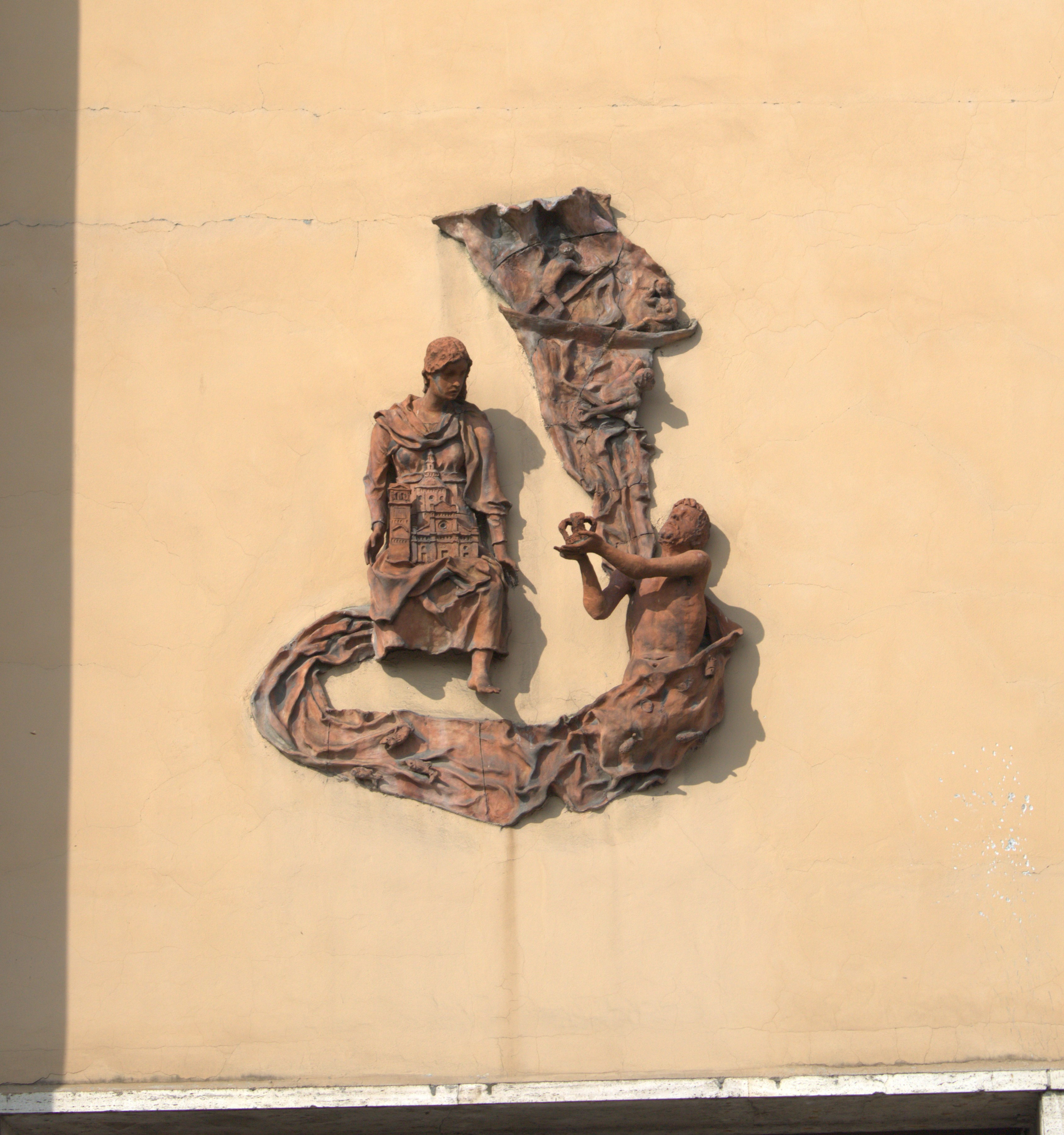
La vita sul Ticino di Emilio Testa situata sul prospetto sud (foto di Yuly Vanesa Jimenez)

### Fonti Archivistiche
- veduta di Pavia dalla sponda destra del Ticino, post 1933 (CHLA_25_2_3), su collezioni.museicivici.pavia.it.
- Veduta invernale di Pavia dalla sponda destra del Ticino, ante 1933. (CHL B_64_10_005), su collezioni.museicivici.pavia.it.
- Pavia, piazzale Ponte Ticino, interno del bar Cremeria con il dipinto Vita sul Ticino di Emilio Testa, 1950 (CHL M_56_15_004), su collezioni.museicivici.pavia.it.